# 三轮学
三輪学（1974年—）是日本的作曲家，編曲家。也用Manack的名字活動。

## 概要
三轮学从信息处理专业的专门学校毕业之后，就职于一家软件公司。在工作之余，他利用业余时间进行音乐活动，并将作品发布在网上。以此为契机，他逐渐从事起了音乐的工作。后来，他转职进入了一家游戏制作公司，2001年辞职成为自由职业者。2006年与日本音乐著作权协会签下了信托合同（除游戏的BGM和CM音乐外）。
小学时代就喜欢键盘乐器，初中毕业之前一直在学习电子琴。现在师从篠田元一学习钢琴。
爱好是购物和玩游戏。

## 参加作品

### 三輪学名義
- TV动画[2]
  - 猫愿三角恋（与大川茂伸合作）
  - PRISM ARK（与遠藤成樹合作）
  - 缘之空（与Bruno Wen-li〈市川淳〉合作）[3]
  - Little Busters!（与折户伸治、麻枝准、PMMK合作）[4]
- 游戏
  - Rewrite Harvest festa!（BGM，Key）
  - LOST HEROES（BGM，3DS/PSP）
  - The Melody Of Iris/虹色旋律同名主题曲作曲/编曲

### Manack名義
- PC游戏[2]
  - Little Busters!（BGM，Key）[5]
  - Rewrite（BGM编曲）
  - Clover Day's ( 主题曲,插曲 )

- PS2游戏
  - Clover Heart's（主题歌、BGM）
  - （BGM）